# Ladislav Troják
Ladislav Troják (* 15. Juni 1914 in Kaschau, Österreich-Ungarn; † 8. November 1948 über dem Ärmelkanal) war ein slowakischer Eishockeyspieler, der auf der Position des rechten Flügelstürmers agierte. Er war der erste Slowake in der tschechoslowakischen Nationalmannschaft und auch der erste slowakische Spieler überhaupt, der im Jahr 1947 den Weltmeistertitel gewann.

## Karriere

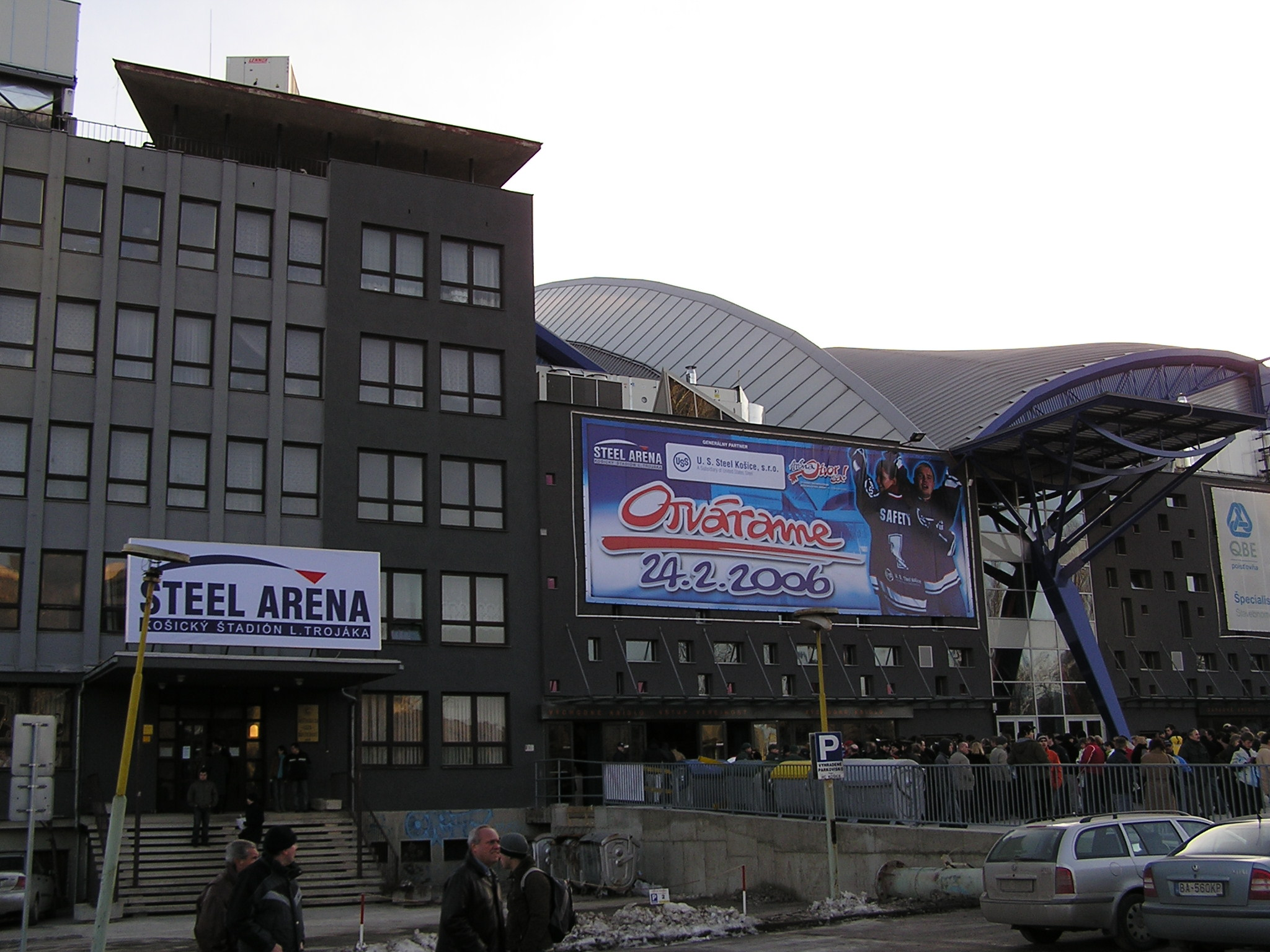
Košický štadión Ladislava Trojáka

Troják begann seine Karriere in den 1920er-Jahren in seiner Heimatstadt beim ČsŠK Košice, wo er bis 1934 blieb. Nach dem Tatra-Pokal 1934/35 verließ er seinen Heimatklub und wurde vom damaligen Eliteklub LTC Prag verpflichtet. Mit dem Prager Verein wurde er in den Jahren 1937 und 1938 sowie zwischen 1946 und 1948 fünfmal tschechoslowakischer Meister. Zudem gewann er mit der Mannschaft in den Jahren 1939 und 1940 sowie zwischen 1942 und 1944 fünfmal die Meisterschaft des Protektorats Böhmen und Mähren. Er absolvierte insgesamt elf Spielzeiten.
Daneben war er auch in der tschechoslowakischen Nationalmannschaft aktiv und nahm zwischen 1936 und 1939 sowie 1947 und 1948 an sechs Weltmeisterschaften sowie zwei Olympischen Winterspielen in den Jahren 1936 und 1948 teil. Dabei gewann er die Goldmedaille bei der Weltmeisterschaft 1947 sowie die Silbermedaille bei den Olympischen Winterspielen 1948. Insgesamt erzielte er in 75 Nationalmannschaft-Spielen 37 Tore.
Troják starb 1948 bei einem Flugunfall über dem Ärmelkanal, als er mit fünf weiteren Spielern nach London unterwegs war. Das gecharterte Kleinflugzeug des Typs Beechcraft 18 der Escadrille Mercure Taxis Aeriens (Luftfahrzeugkennzeichen F-BGAF) verunglückte bei widrigem Wetter im Ärmelkanal, wobei außer diesen sechs Passagieren auch die zwei Besatzungsmitglieder umkamen.
Im Jahr 2002 wurde Troják in die slowakische Eishockey-Ruhmeshalle aufgenommen. Des Weiteren ist er Namensgeber des Eishockeystadions seiner Heimatstadt, der Steel Aréna, welche vollständig Steel Aréna - Košický štadión Ladislava Trojáka heißt.